# Mesiphiastus subtuberculatus
Mesiphiastus subtuberculatus là một loài bọ cánh cứng trong họ Cerambycidae.